# Жабриця
Жабриця (Seseli) — рід рослин родини окружкових. Рід містить понад 100 видів і поширений у Євразії, північній і північно-східній Африці.

## Опис
Багаторічні, іноді дворічні трави з кількаразово перисторозсіченими листками. Зонтики складні. Чашолистки дрібні або відсутні. Пелюстки білі, рідше жовтуваті або рожевуваті. Плоди ледь стиснуті, від довгастих до яйцеподібних, від голих до запушених.

## Поширення
Відомо близько 80 видів, поширених в Європі, Малій Азії, Західному Сибіру і Середній Азії. З них в Україні — 11. Ряд видів росте на луках і в лісах, інші — на кам'янистих схилах або в степах, деякі — на пісках. Найпоширенішою є жабриця піскова (Seseli arenarium) — росте в Лісостепу і степу. Ендеміком Криму є жабриця Лемана (Seseli lehmanii).
В Україні також ростуть:
- Seseli annuum — жабриця однорічна
- Seseli besserianum
- Seseli campestre — жабриця польова
- Seseli dichotomum — жабриця вилчаста
- Seseli gummiferum — жабриця камеденосна
- Seseli hippomarathrum — жабриця кінська
- Seseli libanotis — жабриця-ладанник
- Seseli pallasii — жабриця Палляса
- Seseli peucedanoides — жабриця смовдяна
- Seseli tortuosum — жабриця звивиста